# La Salle, Minnesota
La Salle là một thành phố thuộc quận Watonwan, tiểu bang Minnesota, Hoa Kỳ. Năm 2010, dân số của thành phố này là 87 người.

## Dân số
- Dân số năm 2000: 90 người.
- Dân số năm 2010: 87 người.